# 鈴木康夫 (医学者)
鈴木 康夫（すずき やすお、1951年 - ）は、日本の医学者（リウマチ学・内科学）、医師。学位は医学博士（慶應義塾大学・1983年）。東海大学名誉教授、一般社団法人日本リウマチ学会名誉会員。
慶應義塾大学医学部医員、川崎市立川崎病院内科医長、聖マリアンナ医科大学医学部助教授、東海大学医学部教授、東海大学医学部付属病院難病治療研究センターセンター長、東海大学医学部付属病院副院長などを歴任した。

## 概要
リウマチ学、内科学を専攻する医学者である。関節リウマチに対するメトトレキサート治療においては日本の第一人者として知られる。慶應義塾大学に入局し、川崎市立川崎病院での勤務を経て、聖マリアンナ医科大学、東海大学で教鞭を執った。

## 来歴

### 生い立ち
慶應義塾大学に進学し、医学部で学んだ。1976年（昭和51年）3月、慶應義塾大学を卒業し、医学士の称号を取得した。同年、慶應義塾大学の医学部にて内科学教室の血液・感染症・リウマチ内科に入局した。1978年（昭和53年）5月にも慶應義塾大学の医学部において内科学教室の血液・感染症・リウマチ内科に入局した。
さらにアメリカ合衆国に渡り、1983年（昭和58年）8月よりセントルイス・ワシントン大学に留学し、医学部の骨代謝部門で学んだ。また、「糖質コルチコイド誘発骨粗鬆症の発症機序並びに治療に関する研究――糖質コルチコイド剤服用患者の腸管カルシウム吸収、ビタミンD代謝および二次性副甲状腺機能亢進症の治療」と題した博士論文により、慶應義塾大学より1983年9月22日に医学博士の学位が授与された。1986年（昭和61年）9月、川崎市立川崎病院にて内科の医長となった。

### 医学者として
聖マリアンナ医科大学に転じ、1989年（平成元年）7月に医学部の講師に就任した。医学部においては第一内科を担当した。1990年（平成2年）10月からは内科（膠原病・アレルギー）・臨床検査医学を担当する。同時に、聖マリアンナ医科大学の難病治療研究センターにて医用工学研究室の室長も兼務した。1992年（平成4年）11月には医学部の助教授に昇任し、引き続き内科（膠原病・アレルギー）・臨床検査医学を担当した。1999年（平成11年）4月からは内科学（リウマチ・膠原病・アレルギー内科）を担当した。
その後、東海大学に転じ、2002年（平成14年）4月に医学部の助教授に就任した。医学部においては、内科学系リウマチ内科学を担当した。2005年（平成17年）4月には医学部の教授に昇任し、2017年（平成29年）3月まで務めた。医学部においては、引き続き内科学系リウマチ内科学を担当した。同時に、医学部の付属病院では難病治療研究センターにてセンター長を兼務した。さらに2009年（平成21年）4月から2016年（平成28年）3月にかけては付属病院の副院長も兼務していた。2017年（平成29年）3月に教授を退任すると、同年4月からは医学部の特任教授を務めた。医学部においては引き続き内科学系リウマチ内科学を担当した。これまでの功績により、2022年（令和4年）4月には名誉教授の称号が授与されている。
その後、東海大学においては、医学部の付属八王子病院で非常勤で診察に当たっていた。また、神奈川リハビリテーション病院においても診察に当たっていた。

## 研究
専門は医学であり、特にリウマチ学や内科学といった分野の研究に取り組んだ。メトトレキサートを用いた関節リウマチの治療においては日本の第一人者として知られている。「メトトレキサート治療の本邦でのオピニオンリーダー」と評され、日本リウマチ学会のMTX診療ガイドライン策定委員会で永年にわたって委員長を務めていた。また、関節リウマチや膠原病の治療中における感染症やリンパ腫、ステロイド治療の合併症である骨粗鬆症の研究にも取り組んでいた。
2003年（平成15年）には日本リウマチ財団よりツムラ・リウマチ社会医学賞が授与されている。さらに、2005年（平成17年）には日本骨代謝学会から特別賞が授与されている。

## 略歴
- 1951年 - 誕生。
- 1976年 - 慶應義塾大学医学部卒業[1]。
- 1976年 - 慶應義塾大学医学部入局[1]。
- 1978年 - 慶應義塾大学医学部入局[1]。
- 1986年 - 川崎市立川崎病院内科医長[1]。
- 1989年 - 聖マリアンナ医科大学医学部講師[1]。
- 1990年 - 聖マリアンナ医科大学難病治療研究センター医用工学研究室室長[1]。
- 1992年 - 聖マリアンナ医科大学医学部助教授[1]。
- 2002年 - 東海大学医学部助教授[1]。
- 2005年 - 東海大学医学部教授[1][4]。
- 2005年 - 東海大学医学部付属病院難病治療研究センターセンター長[1][4]。
- 2009年 - 東海大学医学部付属病院副院長[1]。
- 2017年 - 東海大学医学部特任教授[1]。
- 2022年 - 東海大学名誉教授[1]。

## 賞歴
- 2003年 - ツムラ・リウマチ社会医学賞[1]。
- 2005年 - 日本骨代謝学会特別賞[1]。

## 著作

### 編纂
- 鈴木康夫編『続発性骨粗鬆症――ステロイド性骨粗鬆症と関節リウマチに伴う骨粗鬆症』医薬ジャーナル社、2008年。ISBN 978-4-7532-2337-4

### 寄稿、分担執筆、等
- 宮坂信之編『よくわかる関節リウマチのすべて』永井書店、2009年。ISBN 978-4-8159-1829-3
- 日本リウマチ実地医会監修、安倍千之ほか編『生物学的製剤によるリウマチ治療マニュアル』日本医学館、2010年。ISBN 978-4-89044-704-6
- 久保惠嗣・藤田次郎編『間質性肺疾患診療マニュアル』南江堂、2010年。ISBN 978-4-524-26231-1
- 日本リウマチ学会MTX診療ガイドライン策定小委員会編『関節リウマチ治療におけるメトトレキサート〈MTX〉診療ガイドライン』2016年改訂版、羊土社、2016年。ISBN 978-4-7581-1796-8
- 宮坂信之編『関節リウマチ――生物学的製剤の正しい使い方とは？』改訂版、医薬ジャーナル社、2019年。ISBN 978-4-7532-2874-4
- 南学正臣総編集、伊藤裕ほか部門編集、山田俊幸基準値一覧編集、塩沢昌英編集協力『内科学書』改訂9版、中山書店、2019年。ISBN 978-4-521-74749-1
- 3学会合同RA関連LPDワーキンググループ（日本リウマチ学会・日本血液学会・日本病理学会）編集『関節リウマチ関連リンパ増殖性疾患の診断と管理の手引き』羊土社、2022年。ISBN 978-4-7581-2392-1